# Jaan Maide
Jaan Maide, estonski general, * 1896, † 1945.